# Ergnies
Ergnies település Franciaországban, Somme megyében. Lakosainak száma 164 fő (2022. január 1.). Ergnies Ailly-le-Haut-Clocher, Brucamps, Domqueur és Gorenflos községekkel határos.

## Népesség
A település népességének változása:
| Lakosok száma | 189  | 181  | 185  | 180  | 179  | 176  | 173  | 169  | 164  |
|               | 2013 | 2015 | 2016 | 2017 | 2018 | 2019 | 2020 | 2021 | 2022 |